# Дронівська сільська рада
| Дронівська сільська рада — орган місцевого самоврядування у Бахмутському районі Донецької області з адміністративним центром у с. Дронівка. Сільській раді підпорядковані населені пункти: - с. Дронівка - с. Платонівка |

## Склад ради
Рада складається з 12 депутатів та голови.

## Керівний склад сільської ради
| ПІБ                         | Основні відомості                                                         | Дата обрання | Дата звільнення |
| --------------------------- | ------------------------------------------------------------------------- | ------------ | --------------- |
| Кисіленко Анатолій Іванович | Сільський голова, 1952 року народження, освіта, член Партії регіонів      | 26.03.2006   | 31.10.2010      |
| Кисіленко Анатолій Іванович | Сільський голова, 1952 року народження, освіта вища, член Партії регіонів | 31.10.2010   |                 |

Примітка: таблиця складена за даними джерела